# دانشگاه اتحاد پرو
دانشگاه اتحاد پرو (به اسپانیایی: Universidad Peruana Unión) یک دانشگاه در پرو است که در لیما واقع شده‌است.